# Франклін-Парк (Іллінойс)
Франклін-Парк (англ. Franklin Park) — селище (англ. village) в США, в окрузі Кук штату Іллінойс. Населення — 18 467 осіб (2020).

## Географія
Франклін-Парк розташований за координатами 41°56′10″ пн. ш. 87°52′45″ зх. д. / 41.93611° пн. ш. 87.87917° зх. д. (41.936016, -87.879195).  За даними Бюро перепису населення США в 2010 році селище мало площу 12,35 км², уся площа — суходіл.

## Демографія
Згідно з переписом 2010 року, у селищі мешкали 18 333 особи в 6178 домогосподарствах у складі 4486 родин. Густота населення становила 1485 осіб/км².  Було 6569 помешкань (532/км²).
Расовий склад населення:
| - 74,7 % — білих - 3,1 % — азіатів - 1,3 % — чорних або афроамериканців - 0,4 % — корінних американців - 18,0 % — осіб інших рас |

До двох чи більше рас належало 2,5 %. Частка іспаномовних становила 43,1 % від усіх жителів.
За віковим діапазоном населення розподілялося таким чином: 24,7 % — особи молодші 18 років, 64,1 % — особи у віці 18—64 років, 11,2 % — особи у віці 65 років та старші. Медіана віку мешканця становила 35,6 року. На 100 осіб жіночої статі у селищі припадало 100,7 чоловіків;  на 100 жінок у віці від 18 років та старших — 99,1 чоловіків також старших 18 років.
Середній дохід на одне домашнє господарство  становив 67 388 доларів США (медіана — 55 926), а середній дохід на одну сім'ю — 77 169 доларів (медіана — 67 097). Медіана доходів становила 42 822 долари для чоловіків та 36 129 доларів для жінок. За межею бідності перебувало 10,8 % осіб, у тому числі 17,2 % дітей у віці до 18 років та 5,8 % осіб у віці 65 років та старших.
Цивільне працевлаштоване населення становило 9577 осіб. Основні галузі зайнятості: виробництво — 21,0 %, освіта, охорона здоров'я та соціальна допомога — 16,5 %, роздрібна торгівля — 10,6 %, транспорт — 10,5 %.